# Adolf von Baeyer
Johann Friedrich Wilhelm Adolf von Baeyer (phát âm tiếng Đức: [ˈbaɪɐ]; (31 tháng 10 năm 1835 - 20 tháng 8 năm 1917) là một nhà hóa học người Đức. Năm 1905, ông được trao Giải Nobel hóa học. Ông "được trao giải thưởng vì đã có công phát triển ngành Hóa hữu cơ và Công nghiệp hóa học, qua các công trình nghiên cứu của ông về thuốc nhuộm hữu cơ và hiđrocacbon thơm." 
Ông là người đã tổng hợp thuốc nhuộm chàm. Adolf von Baeyer sinh ra ở Berlin, ông ban đầu nghiên cứu toán học và vật lý tại Đại học Berlin trước khi chuyển đến Heidelberg để nghiên cứu hóa học với Robert Bunsen. Sau đó ông làm việc chủ yếu trong phòng thí nghiệm của August Kekulé, có học vị tiến sĩ (từ Berlin) vào năm 1858. Ông theo Kekulé Đại học Ghent, khi Kekulé trở thành giáo sư ở đó. Ông trở thành một giảng viên tại Học viện Thương mại Berlin năm 1860, và giáo sư tại Đại học Strasbourg vào năm 1871. Năm 1875, ông đã thành công Justus von Liebig là Giáo sư Hóa học tại Đại học München.
Những thành tựu chính của Baeyer gồm có tổng hợp và mô tả của các thuốc nhuộm chàm thực vật, phát hiện ra các thuốc nhuộm phthalein, và điều tra polyacetylene, muối oxonium, hợp chất nitroso (1869) và dẫn xuất axit uric 1860 và trở đi (bao gồm cả phát hiện của axit barbituric (1864), hợp chất gốc của loại thuốc an thần). Ông là người đầu tiên đề xuất công thức đúng cho indole vào năm 1869, sau khi xuất bản tổng hợp đầu tiên ba năm trước đó. Đóng góp của ông hóa học lý thuyết bao gồm 'căng' (Spannung) lý thuyết liên kết ba và lý thuyết căng trong các vòng carbon nhỏ.

## Gia đình vào học vấn

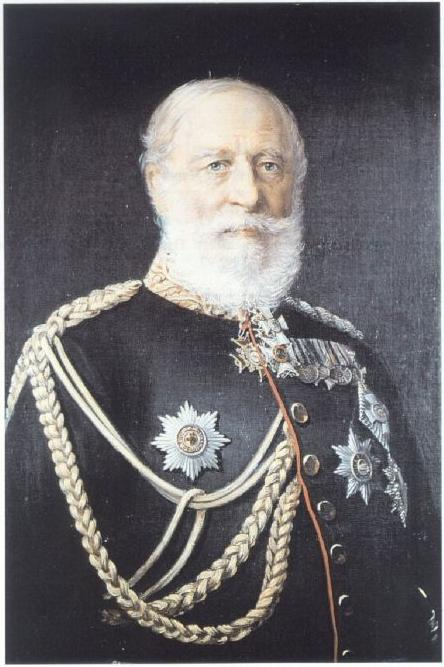
Cha đẻ Adolf von Baeyer, Trung tướng Phổ, Johann Jacob Baeyer, nhà địa chất học nổi tiếng

Baeyer sinh ra ở Berlin là con trai của nhà địa chất nổi tiếng và ông cũng là trung tướng trong Quân đội Phổ quân Hoàng gia Johann Jacob Baeyer (1794-1885) và vợ ông ấy Eugenie Baeyer née Hitzig (1807–1843). Cả hai cha mẹ của ông là Lutherans vào thời điểm ông chào đời và ông được nuôi dạy theo tôn giáo Lutheran. Mẹ của ông là con gái của Julius Eduard Hitzig và là một thành viên của gia đình Itzig gốc gác Do Thái, và đã chuyển đổi sang Cơ đốc giáo trước khi kết hôn với cha ông, người không thuộc dòng dõi Do Thái. Baeyer có bốn chị em gái: Clara (1826-) Emma (1831-), Johanna (Jeanette) (1839-), Adelaide († 1843) và hai anh em: Georg (1829-), Edward (1832-). Baeyer mất mẹ khi còn trẻ khi mà mẹ ông sinh ra chị gái Adelaide.
Mặc dù tên khai sinh của ông là Johann Friedrich Wilhelm Adolf Baeyer, ông đã được biết đến đơn giản là "Adolf Baeyer", suốt phần lớn cuộc đời của ông. Nhà thơ Adelbert von Chamisso và nhà thiên văn học Friedrich Wilhelm Bessel là người đỡ đầu của ông. Vào ngày sinh nhật lần thứ 50 của mình, ông đã được phong tước hiệu dòng dõi quý tộc bởi vua Louis Ludwig II của Bavaria, trao cho ông ta sự phân biệt trong tên là "von"